# Nippon Sheet Glass
Nippon Sheet Glass (яп. 日本板硝子株式会社) — японський виробник скла. Входить до трійки найбільших виробників скла в світі (разом з Asahi Glass і Saint-Gobain). Входить до кейрецу Sumitomo Group.

## Історія
Компанія була створена в листопаді 1918 як America Japan Sheet Glass Co., Ltd. Головний офіс компанії розташовувався в Осаці. В 1919 вводиться в експлуатацію завод в Кіта-Кюшю. В 1931 році компанія була перейменована в Nippon Sheet Glass Co., Ltd. У серпні 1935 вводиться в дію завод в Йоккаїті. В 1970 компанія поглинає Nippon Safety Glass Co., Ltd. У квітні 1999 компанія зливається з Nippon Glass Fiber Co., Ltd. і Micro Optics Co., Ltd.
В 2001 компанія набуває 20 % частку у британського виробника скла Pilkington. У тому ж році об'єктом поглинання об'єднаної компанії стає компанія Nippon Muki Co., Ltd. У липні 2004 головний офіс компанії переїжджає в Токіо, спеціальний район Мінато. В 2006 Nippon Sheet Glass набуває решту 80 % Pilkington. Після цього компанія стає однією з найбільших скляних компаній в світі.

## Компанія сьогодні
На сьогоднішній день Nippon Sheet Glass є однією з найбільших скляних компаній в світі.
Більшу частину виручки компанії формують автомобільне скло (46 %) і будівельне скло (43 %). Решта 11 % припадають на спеціальне скло (скло для РК-дисплеїв, лінзи для копірів і принтерів та інше).
Найбільшими ринками збуту є Європа (41 %), Японія (29 %) і Північна Америка (14 %). На інші регіони та країни припадає 16 % продажу.
Сьогодні компанія володіє вісьмома діючими підприємствами в Японії:
- Tsukuba Plant
- Chiba Plant
- Sagamihara Plant
- Yokkaichi Plant
- Tsu Plant
- Tarui Plant
- Kyoto Plant
- Maizuru Plant

Виробництва компанії зосереджені в 29 країнах світу, продукція реалізовується в більш, ніж 130 країнах.

## Власники та керівництво
Компанію очолює Кацудзі Фудзімото.
Основними акціонерами компанії є:
- Japan Trustee Services Bank, Ltd. — 14,79 %
- The Master Trust Bank of Japan, Ltd. — 6,17 %
- Trust & Custody Services Bank, Ltd. — 1,75 %
- The Chase Manhattan Bank, N. A. — 1,72 %
- The Nomura Trust and Banking Co., Ltd. — 1,60 %
- State Street Bank and Trust Company — 1,51 %
- JPMBLSA Offshore Lending — 1,26 %
- Barclays Bank Plc — 1,12 %